# Juan Jorge Amaya
Juan Jorge Amaya (Aguilares, Tucumán, 1932 - Aguilares, Tucumán, 3 de agosto de 2019) fue un futbolista argentino que jugaba como defensor o volante.

## Trayectoria

### Jorge Newbery
Amaya se inició futbolísticamente en Jorge Newbery, de su ciudad natal. En el equipo del sur tucumano tuvo un gran rendimiento, sin embargo no pudo coronarlo con títulos.

### Atlético Tucumán
A mitad de la década del 50 llegó a se mudó a San Miguel de Tucumán, para sumarse a Atlético Tucumán. En 1957 se consagró campeón tucumano, cortando una racha de 5 años sin campeonatos anuales para la institución. El año 1957 fue el inicio de una de las épocas doradas del club y en 1958 y 1959 se coronó campeón anual nuevamente. El título más importante que consiguió fue el  Campeonato de Campeones de la República Argentina.

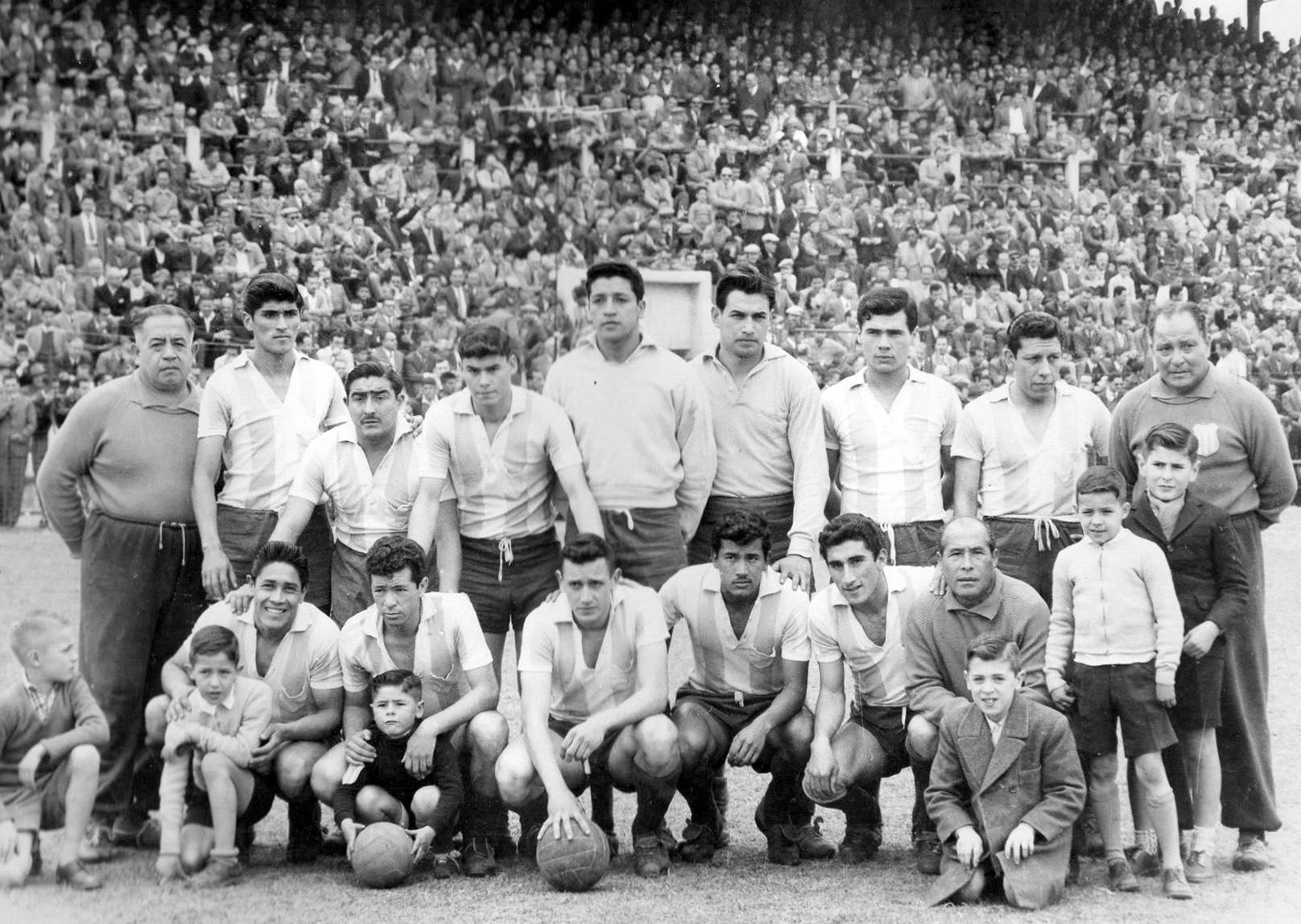
Formación de Atlético Tucumán en 1959.

### Newells
Después del campeonato nacional con el decano, Amaya se traslada a la ciudad de Rosario, para jugar en Newells en 1960. En su primer año con la lepra perdió la categoría y descendió, pero al año siguiente se coronaría campeón de la segunda categoría, aunque las autoridades anularon el ascenso del equipo rosarino, en una polémica decisión. 1961 también fue el año en que Newells se enfrentó al Santos de Pelé.

## Clubes
| Club             | País      |
| ---------------- | --------- |
| Jorge Newbery    | Argentina |
| Atlético Tucumán | Argentina |
| Newells          | Argentina |

## Palmarés
| Título                                  | Equipo           | País      | Año  |
| --------------------------------------- | ---------------- | --------- | ---- |
| Liga Tucumana                           | Atlético Tucumán | Argentina | 1957 |
| Liga Tucumana                           | Atlético Tucumán | Argentina | 1958 |
| Liga Tucumana                           | Atlético Tucumán | Argentina | 1959 |
| Campeonato de Campeones de la República | Atlético Tucumán | Argentina | 1960 |